# Trojanów (Sochaczew)
Trojanów – dawna osada, obecnie część miasta, dzielnica miasta Sochaczew w województwie mazowieckim, nad lewym brzegiem rzeki Utraty.

## Historia
W Trojanowie znajduje się cmentarzysko przedsłowiańskie z 500 r. p.n.e.
Siedziba księcia Konrada Mazowieckiego; w 1222 roku podczas jego pobytu w grodzie podpisano akt erekcyjny parafii i kościoła. Źródła podają, iż książę odbywał tutaj sądy, darząc większą sympatią Trojanów niż Sochaczew. Od 1445 roku stanowił własność szlachecką.
Po rozbiorach Polski miejscowość znalazła się w zaborze rosyjskim. W XIX-wiecznym Słowniku geograficznym Królestwa Polskiego wymieniona jest jako osobna wieś oraz folwark leżąca w powiecie sochaczewskim, gmina Chodaków, parafia Trojanów. W tym czasie wieś ta znajdowała się w odległości 1 km od miasta Sochaczew. Znajdował się w niej kościół drewniany oraz lokalny browar produkujący piwo na sumę 6000 rubli rocznie.
W 1827 roku w miejscowości znajdowało się 32 domy z 231 mieszkańcami. Według spisu powszechnego pod koniec XIX wieku mieszkało w niej 206 mieszkańców. W 1869 z dóbr trojańskich wydzielono folwark, który w 1878 liczył 361 morg powierzchni: w tym gruntów ornych i ogrodów 289 mórg, 25 mórg łąk, 12 mórg pastwisk i 35 mórg nieużytków. Na jego terenie wydobywano torf. Znajdowało się w nim 8 budynków murowanych i 7 drewnianych.
W Trojanowie 3 lutego 1842 roku urodził się Stanisław Mieczyński nauczyciel, tłumacz, działacz patriotyczny i encyklopedysta .
Od 1867 siedziba gminy Trojanów, którą zniesiono w połowie 1870 roku i włączono do gminy Chodaków w powiecie sochaczewskim. W okresie międzywojennym należał do woj. warszawskiego; W 1921 roku liczba mieszkańców wsi Trojanów wynosiła 31, a folwarku 83. 20 października 1933 utworzono gromadę Kistki w granicach gminy Chodaków, składającą się ze wsi Kistki, folwarku Trojanów, młyna Trojanów, browaru Trojanów, parafii Trojanów i osady Adamówka.
Podczas II wojny światowej w Generalnym Gubernatorstwie, w dystrykcie warszawskim (Landkreis Sochaczew). W 1943 gromada Kistki (z Trojanowem) liczyła 1215 mieszkańców.
Po wojnie Trojanów (jako składowa) gromady Kistki powróciły do powiatu sochaczewskigo w woj. warszawskim. W związku z reorganizacją administracji wiejskiej jesienią 1954, gromadę Kistki podzielno. Kistki weszły w skład nowej gromady Chodaków, natomiast miejscowości Trojanów-Młyn, Trojanów-Ośrodek, Trojanów-Browar, Adamówka, Trojanów-Parafia oraz Trojanów-Parcele włączono do Sochaczewa

## Zabytki i nekropolie
Kościół późnobarokowy pw. Narodzenia NMP z 1783 roku wzniesiony przez Adama Lasockiego, obecnie najstarszy w mieście .
Na południe od świątyni (ok.1 km) znajduje się cmentarz z mogiłami żołnierskimi z lat 1939–1945 (3855 pochowanych) oraz grobami 20 uczniów gimnazjum sochaczewskiego. Jako żołnierze AK polegli 4 kwietnia 1944 r. w bitwie pod Bronisławami przy odbieraniu zrzutu broni. Na cmentarzu przypuszcza się obecność potajemnych pochówków Polaków mordowanych w okresie stalinowskim przez informację wojskową, np. Zefiryn Machalla, Zdzisław Barbasiewicz.